# Кивакё
Кивакё (яп. 紀和鏡 Кивакё:, род. 23 октября 1945, Токио) — японская писательница. Настоящее имя Касуми Накагами (中上 かすみ), в девичестве — Касуми Ямагути (山口 かすみ).
Публиковаться начала в известном додзинси «Литературная столица», где познакомилась с также начинавшим тогда свой путь в литературе Кэндзи Накагами. Вышла за Накагами замуж. Сватом выступил Кодзин Каратани, близкий друг писателя. В литературе известна как автор многочисленных произведений мистического толка. После смерти Накагами в 1992 году стала публиковаться и под своим настоящим именем. Сам псевдоним Кивакё происходит от яп. «気は狂» («безумная») и был дан ей Кэндзи Накагами. Старшая дочь — писательница Нори Накагами, младшая — гончар и писательница Наэ Накагами. На русский язык не переводилась.

## Избранные сочинения
- Легенды о злых духах (鬼神伝説, 1985)
- Змея времени. Новая «Луна в тумане»[англ.] (時の蛇—新雨月物語, 1988)
- Карта без границ (国境のない地図, 1991)
- Сны о Кумано (夢熊野, 2002)